# 法利罗海滨区奥林匹克体育中心
法利罗海滨区奥林匹克体育中心，希腊雅典市海滨地区的一个体育中心，位于比雷埃夫斯港附近的法利罗。该体育中心包括2个室内竞技场、1个沙滩排球运动场。2004年雅典奥运会期间，为手球、跆拳道、排球项目的举办地。